# Декомб, Эмиль
Эмиль Деко́мб (фр. Émile Descombes; 9 августа 1829, Ним, Франция — 5 мая 1912, Париж, Франция) — французский пианист и музыкальный педагог.
Ученик Фридерика Шопена, Декомб больше известен своей педагогической деятельностью. В его подготовительном классе в Парижской консерватории в разное время занимались Морис Равель, Эрик Сати, Альфред Корто, Рейнальдо Хан, Жозеф Морпен, Эдуар Рислер и другие. Кроме того, Декомб редактировал популярную серию аранжировок фортепианных концертов для камерного исполнения (фр. École du Piano – Choix de Concertos des Maîtres).
Его брат, Ахилл Декомб, был композитором.